# 신경생성

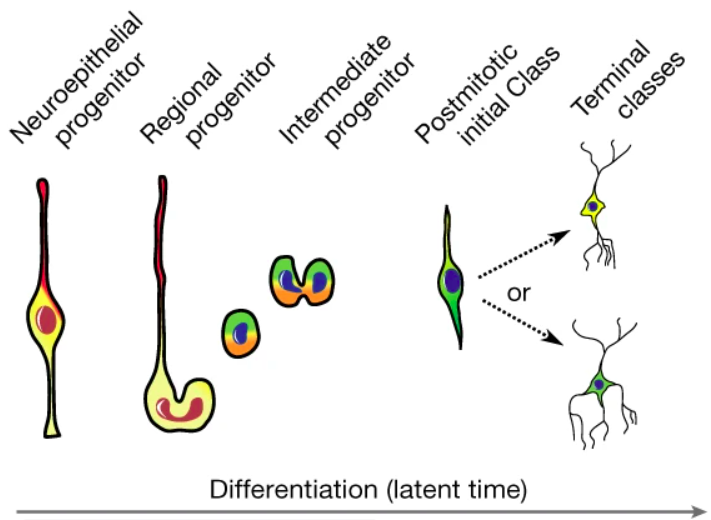

신경발생(神經發生,Neurogenesis) 또는 신경생성은 신경계에서 신경 자극등에 의해 신경 조직이 생성되는 과정을 가리킨다. 구조적ㆍ기능적으로 복잡한 신경 계통의 발생 기전을 연구하는 발생생물학의 한 분야인 신경발생학(神經發生學)이나 뇌과학 관련분야 등이 이러한 신경생성(neurogenesis)을 연구한다.

## 신경생성
신경 생성은 신경계 세포, 뉴런이 신경줄기세포(NSC)에 의해 생성되는 과정이다. 이것은 해면동물과 판형동물을 제외한 모든 동물 종에서 발생한다고 알려져있다. NSC의 종류에는 신경 상피 세포(NEC,neuroepithelial cells) 또는 표피세포(Ependymal cells), 방사형 아교 세포(RGC,radial glial cells), 기저 전구세포(BP,basal progenitor cells), 중간 뉴런 전구체(INP,intermediate neuronal precursors), 전뇌의 뇌실하 영역( subventricular zone,SVZ)의 아교세포인 별아교세포(astrocytes) 및 해마(hippocampus)의 치아이랑(dentate gyrus,DG)의 과립하 영역(subgranular zone, SGZ)의 방사상 성상세포(radial astrocytes)가 포함된다.

신경 발생은 배아 발달 과정에서 가장 활발하며 유기체의 모든 종류의 뉴런 생성을 담당하지만 다양한 유기체에서 성인의 생애 전반에 걸쳐 계속된다. 태어났을 때, 뉴런은 분열하지 않으며(유사 분열(mitosis) 참조), 많은 사람들이 동물의 수명과 비교해 동일한 패턴을 산다고 알려져있다.

## 중격시각신경발생장애
중격시각신경발생장애(中隔視覺神經發生障礙)는 정중선 대뇌 이상을 동반한 선천성 시각 신경 형성 저하증이다.

## 같이 보기
- 전전두엽피질
- 망상체 활성화 시스템